# Pokémon Sword и Shield
Pokémon Sword и Pokémon Shield (яп. ポケットモンスター ソード・シールド Покэтто Монсута: Со:до Си:рудо) — компьютерные ролевые видеоигры, разработанные студией Game Freak и изданные совместно The Pokémon Company и Nintendo для игровой приставки Nintendo Switch. Выход игры состоялся в ноябре 2019 года. Позже к ней было выпущено два платных дополнения The Isle of Armor в июне 2020 года и The Crown Tundra в октябре 2020 года.
Разработка игры началась ещё до выпуска Pokémon Sun и Moon. Как и в предыдущих играх серии, игрок управляем молодым тренером покемонов, мечтающим стать чемпионом — сильнейшим тренером на этот раз в области Галар, созданной по образу Великобритании. Sword и Shield представляют 81 новый вид покемонов, а также 13 региональных подвидов существующих покемонов. Новая механика Dynamaxing увеличивает в несколько раз размеры покемона, а Gigantamaxing меняет исходную внешность покемонов в форме Dynamaxing. Игра предлагает дикую местность — открытый игровой мир со свободным вращением камеры, в которой игроки могут проводить совместные рейды и находить диких покемонов.
Sword и Shield — первые игры в серии, исключившие некоторых покемонов из ранних игр. Такое решение встретило протестную реакцию у некоторых фанатов серии, этот скандал получил название «Dexit». Несмотря на это, Sword и Shield в целом получили положительные оценки со стороны игровых критиков, похваливших игры за дизайн покемонов, упрощённый и интуитивно понятный интерфейс и свободный, менее линейный игровой прогресс. Хотя игра и критиковалась за недостаточно отполированный и глубокий игровой процесс. По состоянию на сентябрь 2021 года, в мире было продано более 22 миллионов копий двух версий игры, что сделало её пятой самой продаваемой игрой для Nintendo Switch.

## Игровой процесс
Pokémon Sword и Shield представляет собой ролевую игру с элементами квеста. В большинстве случаев сцены представлены от третьего лица с фиксированной камерой. В некоторых случаях можно вращать камерой. Игрок управляем молодым тренером покемонов и отправляется в приключения, чтобы ловить и тренировать существ, называемых покемонами, а также сражаться с другими тренерами. Во время пошаговой битвы игрок призывает покемонов, которые сражаются с покемонами других тренеров. Сражения позволяют тренеру собирать очки опыта, улучшать боевые навыки, осваивать новые боевые техники и в некоторых случаях — приобретать новых и более сильных покемонов. Игрок также может ловить диких покемонов, сначала необходимо вступить с ним в бой, призывая к сражению собственных покемонов, а затем ослабленного дикого покемона можно поймать с помощью «покебола» — карманного устройства для захвата покемона. Пойманный покемон становится частью коллекции игрока и игрок может затем призывать его сражаться на своей стороне. Игроки также могут сражаться и обмениваться покемонами с другими игроками при наличии подписки Nintendo Switch Online. Как и в приквелах, игра представлена двумя версиями — Sword и Shield, в каждой из которых представлены свои эксклюзивные покемоны, доступные для приобретения только в одной из версий игры. Чтобы получить полную коллекцию покемонов, игрок может приобретать «неродных» покемонов только у игроков, владеющих другой версией игры.
Основное действие происходит в области Галар, похожей на Англию. Как и все области, в Галаре располагаются города, объединённые маршрутами. Вдобавок в центре области располагается так называемая «дикая местность», впервые представленная в Sword и Shield. Там можно случайно столкнуться  с дикими покемонами, либо среди высокой травы, в водоемах вдоль тропинок или в дикой местности. Дикого покемона также можно найти за пределами вышеописанных мест, в зависимости от своего положения, он либо будет преследовать игрока, или же убегать от него. Игрок также может случайно вступать в сражения с тренерами покемонов в городах, посёлках, на маршрутах или в дикой местности. Самое важное событие в игре — это открытый турнир между тренерами покемонов «Испытание Гима», где победитель будет удостоен звания лучшего тренера своей области — «чемпиона». В восьми городах и посёлках располагаются арены, где можно встретиться с опытными тренерами покемонов и специализирующихся на определённых видах покемонов. После победы над ними игрок получит особый значок. Собрав все восемь значков, персонаж игрока сможет принять участие в олимпийском турнире «Кубка чемпионов» и сражаться против гим-лидеров и других тренеров участвующих в турнире «Испытания Гима». Победив всех соперников, игровой персонаж столкнётся в финальной схватке с чемпионом Галара — Леоном. 

### Нововведения

Pokémon Sword и Shield представляет новую механику Dynamaxing, увеличивающую в несколько раз размеры покемонов

Sword и Shield вводят ряд нововведений, отсутствовавших в приквелах. В частичности возможность проводить совместные рейды, добавление дикой местности и механики «Dynamaxing/«Gigantamaxing», позволяющие временно вырастать покемонам до огромных размеров и менять форму. Дикая местность — это полностью исследуемая область и открытый мир со свободно вращающейся камерой. В дикой местности присутствует смена суток и многих диких покемонов можно встретить только в определённое время. Некоторые покемоны, находящиеся в режиме Dynamaxing, также могут прибывать в форме Gigantamaxing — гигантской форме, но меняющей исходную внешность покемона. В игре представлена новая механика «Poké Jobs», с помощью которой пойманные покемоны могут выполнять определённые задания, например помогать в строительстве или приготовлении пищи, чтобы получать очки опыта или редкие предметы, введённые обратно после отсутствия в играх Pokémon Sun и Moon и Ultra Sun и Ultra Moon. Как и в предыдущих сериях, Sword и Shield обладают эксклюзивными для своей версии игровыми материалами, в том числе определёнными видами покемонов или доступом к определённым тренерам спортзала. В новом режиме «лагеря» игрок может взаимодействовать и играть со своими покемонами, готовить разные виды карри для получения бонусов. В игру были добавлены более подробные настройки внешности персонажа, позволяя подбирать верхнюю одежду и аксессуары. Также игрок может открыть доступ к «коробке покемонов» вне Покемон-центров.

### Мультиплеер
Sword и Shield позволяют подключаться к интернету, чтобы торговаться с другими игроками, сражаться и встречаться с другими тренерами в дикой местности. Однако для доступа к этим функциям требуется платная подписка Nintendo Switch Online. Обе версии игры также совместимы с приложением Pokémon Home — облачным хранилищем, выпущенным в феврале 2020 и где можно хранить свою коллекцию покемонов. Поддерживаемых покемонов можно также загрузить в хранилище из таких игр или приложений, как Pokémon Bank, Pokémon Go и Pokémon Let’s Go Pikachu! и Let’s Go Eevee!. Pokémon Home — это единственное приложение, позволяющее переносить покемонов из предыдущих игр в  Sword и Shield.

## Сюжет

### Сеттинг
| Карта Галара                                                | Карта Великобритании |
| Вымышленная область Галара создана по образу Великобритании |                      |

Основным местном действия выступает область Галар, представляющая собой обширную и продольную землю, омываемую двумя морями на западе и востоке. Галаар — один из множественных регионов в мире Sword и Shield. Директор разработчиков Сигэру Омори утверждал, что хотел таким образом освежить сеттинг игр Pokemon. Прообразом для этой области послужила Великобритания c её многочисленными достопримечательностями, например в игре присутствуют отсылки к вестминстерскому дворцу или геоглифу великана. В Галааре, на юге располагаются сельские города и коттеджи, выполненные в викторианском стиле. В центре области располагается город в стиле стимпанка, наполненный эстетикой промышленной революции. Многие города и посёлки, где располагаются спортзалы Покемонов выполнены в стилистике футбольных стадионов. Северная часть Галара представлена заснеженными горами, а большая часть южно-центральной части области представлена дикой территорией, населённый многочисленными дикими покемонами. В этой местности происходит смена суток и погоды. Как и в игре Pokémon Sun и Moon, покемоны, представленные в ранних играх стали делиться на местные расы, в частности галарианские подвиды, наделённые особыми характеристиками и уникальным внешним видом. Некоторые региональные расы покемонов, такие как Мяут или Линоун впервые в серии могут по своему эволюционировать.

### История
Как и в предыдущих частях серии Pokemon, персонаж игрока отправляется в путешествие по области, чтобы стать сильнейшим тренером покемонов, сразиться с восемью сильнейшими тренерами — лидерами спортзала и в конечном итоге стать «чемпионом» своей области. Главный герой и его лучший друг Хоп получают от Леона, старшего брата Хопа и нынешнего чемпиона Галара по одному стартовому покемону из трёх возможных — Груки, Скорбанни или Соббла. После этого они отправляются исследовать лес — «Дремлющую Пущу», но их изгоняет от туда могущественный покемон. Затеи герои навещают профессора по покемонам — Магнолию и её внучку Соню. Они уговаривают Леона позволить главным героям принять участие в «испытании Гима». Так, герои отправляются в следующий город, чтобы зарегистрироваться для участия в турнире. Там они сталкиваются с соперниками Беде и Марни и остальными хулиганами из «Команды Крикунов», по совместительству фанатами Марни, готовым сделать всё для победы своей кумирки. Игровой персонаж также встречает председателя Роуз, руководящего галарской лигой покемонов и директора энергетической компании Macro Cosmos. Роуз также поддерживает Беде, как наиболее перспективного участника «испытании Гима». 

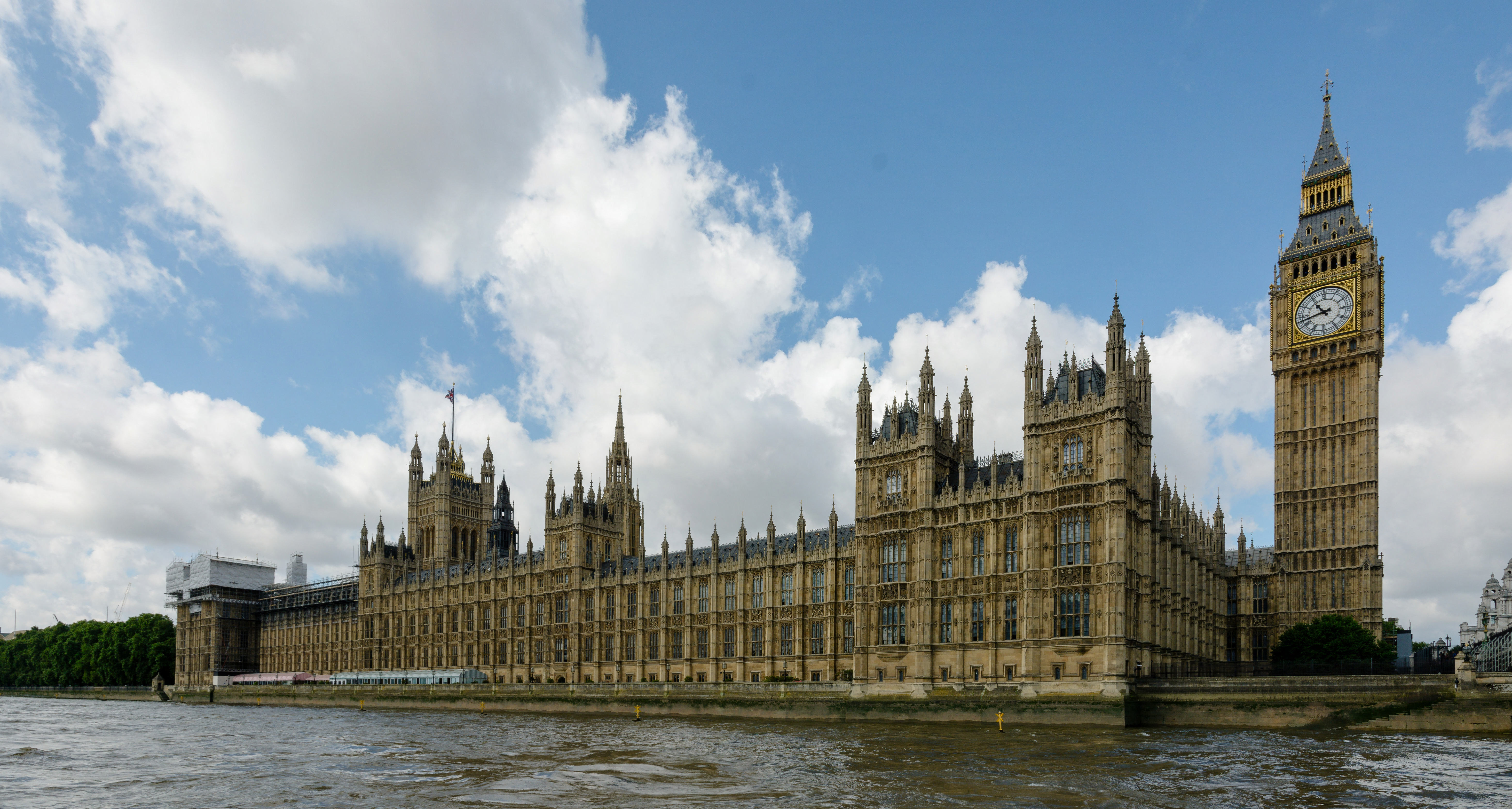
Галар создавался по образу Великобритании, в частности его столица — Уиндон был создан по образу Лондона. В городе присутствует здания, созданные по образу Вестминстерского дворца

По мере прохождения, игровой персонаж помогает Соне исследовать двух легендарных покемонов, спасших когда то Галар от катастрофы, именуемой «Темнейшим Днём», вероятно именно их игрок встретил в «Дремлющей Пуще». После победы над восемью лидерами спортзалов, игровой персонаж отправляется в Уиндон, выигрывая кубок чемпионов. После этого игрок сможет сразиться с чемпионом Галара Леоном. Однако перед тем, как должна была состояться финальная битва, председатель Роуз пробуждает легендарного покемона Этернатуса в попытке обеспечить энергией весь Галар и целенаправленно вызывая новый «Темнейший День». Главные герои отправляются в «Дремлющую Пущу», чтобы заручиться поддержкой у легендарных покемонов Зациана и Замазенты, чтобы победить Председателя Роуза и его покемона Этернатуса, после этого он сможет захватить и Этернатуса. Через три дня игровой персонаж сражается с Леоном и побеждает в битве, становясь новым чемпионом региона Галар.
После победы над Леоном, главные герои возвращаются в Дремлющую Пущу, возвращая реликвию Зациана/Замазенты на их исконное место. Герои также встречают Соню, ставшую новым главным профессором Покемонов в Галаре. У них на пути встают Сордвард и Шилберт, два брата, претендующих на звание потомков древних королей Галара и от того — правителей мира. Он крадут одну из реликвий и принуждая покемонов принимать форму Dynamax. Игрок вместе с Хопом посещают тренажёрные залы, чтобы победить покемонов с усилением Dynamax. Герой позже узнаёт от братьев, что они ставили эксперименты над покемонами, чтобы в итоге обратить в эту форму Зациана/Замазенту, доказав жестокую сущность этих легендарных покемонов и что они не являются спасителями, а наоборот разрушителями во времена первого «Темнейшего дня». В итоге братья обращают Замазенту (Sword) или Зациана (Shield) с применением усиления Dynamax. Игрок должен сразиться против него с помощью второго легендарного покемона в зависимости от версии игры.

## Разработка
Создание Sword и Shield началось сразу после завершения разработки Sun и Moon, ещё за несколько месяцев до выхода игры. Руководителем команды стал Сигэру Омори, как и при создании предыдущий игры серии. Позже к команде присоединился Кадзумаса Ивао, руководящий разработкой Ultra Sun и Ultra Moon в качестве директора по планированию. Основная разработка игры началась в 2017 года. Одна из ранних идей, предложенных разработчиками — битвы с участием покемонов огромных размеров из-за возможности играть у большого экрана телевизора. Затем Омори предложил идею того, чтобы покемон мог сражаться против гигантского покемона с помощью меча и щита, так игра получила своё название — Sword и Shield. 

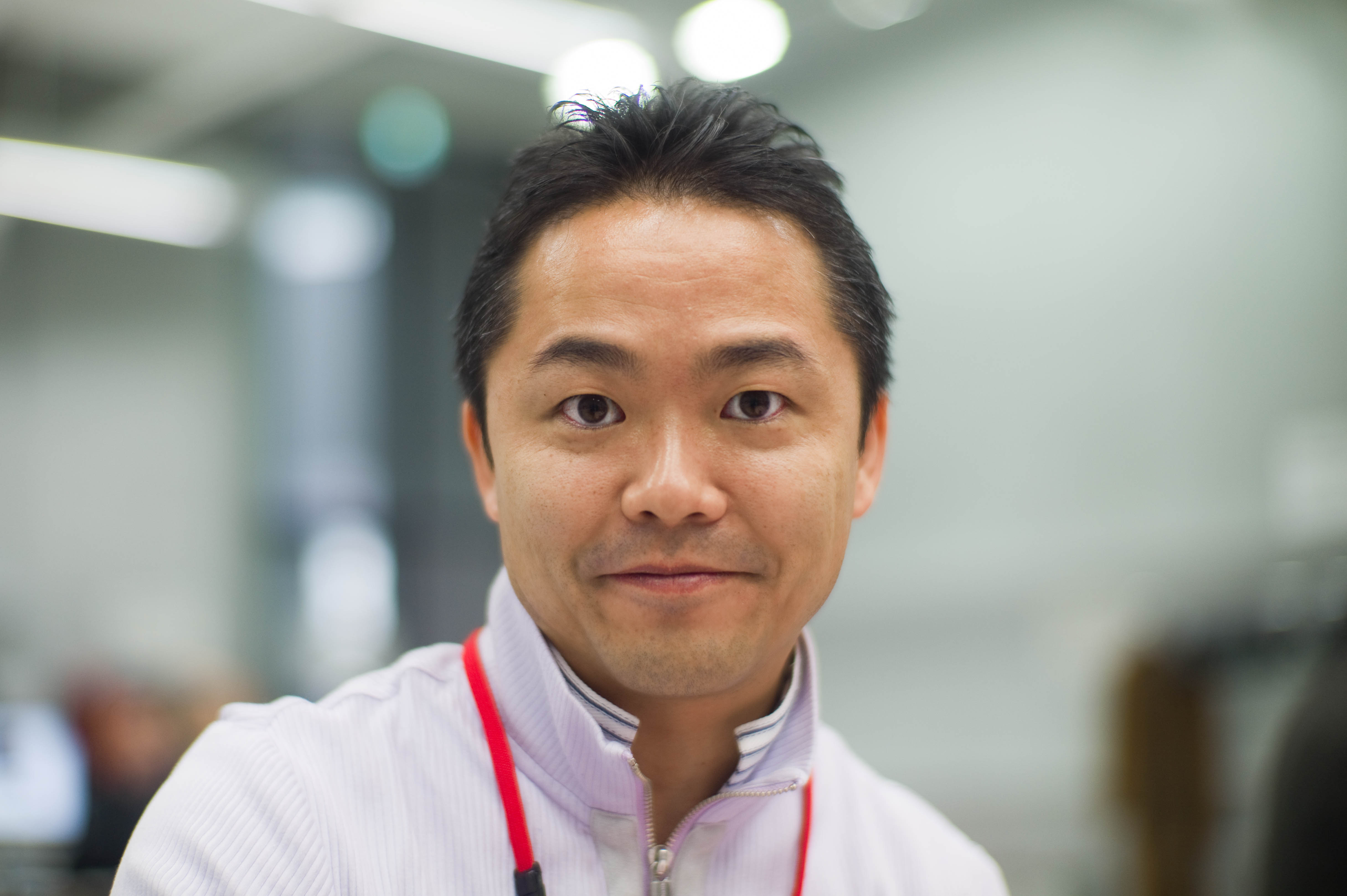
Дзюньити Масуда, продюсер игр Pokémon Sword и Shield

К разработке игры были привлечено около 1000 человек, помимо команды создателей это были маркетологи и люди, занимающиеся связями с общественностью. Непосредственно в самой разработке учувствовали примерно 200 сотрудников из Game Freak, около 100 сотрудников из Creatures Inc. занимались 3D-моделированием и ещё примерно 100 человек занимались отладкой и тестированиями. Дзюнъити Масуда заметил, что в разработку Sword и Shield было вовлечено вдвое больше людей, нежели при разработке предыдущей игры про покемонов.
Одна из основных тем, которую затрагивает игра — стремление стать сильнейшим и лучшим. Такой подход к сюжету в целом наблюдается в играх от Game Freak. Nintendo Switch стала игровой приставкой с самыми мощными характеристиками, для которой выпускалась игра про покемонов. Это должно было найти отражение в большем разнообразии игрового процесса с новыми механиками, например Dynamaxing и обширности игровых миров, вдохновлённых английским фольклором. Саундрек к игре выдержан в стиле британского рока. Композитором одного из треков выступил Тоби Фокс, известный прежде всего за создание инди-игры Undertale. Механика Dynamax была прежде всего введена благодаря способности Switch рендерить крупные модели покемонов и отображать различия в размерах между разными видами. Идея развития и роста по мнению продюсера Дзюнъити Масуды и директора Сигэру Омори — основополагающая для игр о покемонах, это касается как тренеров, так и самих покемонов.
В отличие от большинства игр про покемонов, Sword и Shield демонстрировала не полный список существующих покемонов. Причиной тому стало то, что к 2019 году, список всех существующих покемонов стал слишком огромным, другая проблема возникла из-за того, что всем этим покемонам необходимо было прописать более подробные характеристики, Dynamax-форму и при этом сохранять игровой баланс. Масуда заявлял об этой проблеме ещё в 2018 году, упоминая проблемы, связанные с малыми, но многочисленными деталями при разработке и признался, что работа над всеми покемонами привела бы ко значительному увеличению времени разработки и это плохо бы сказалось на качестве игрового материала. Таким образом покемоны, только появляющиеся в Галаре могут быть перенесены из предыдущих игр через приложение Pokémon Home. Кроме того, разработчики потратили много времени на проработку реалистичных моделей покемонов, ставших наиболее выразительными из всех предыдущих игр. Каждая модель создавалась с нуля и перенос готовых моделей из приквела для 3DS не рассматривался. Масуда утверждал, что сокращение списка покемонов было всеобщем соглашением, принятым Nintendo, Game Freak и The Pokémon Company.

## Выход
Впервые о предстоящем выходе игр сообщил Цунэкадзу Исихара, президент The Pokémon Company на презентации Nintendo, на выставке E3 2017. Тогда Исихара упоминал, что Game Freak разрабатывает игру из основной серии Pokémon для Nintendo Switch и что она будет выпущена не раннее, чем через год. Позже, во время пресс-конференции от The Pokémon Company, проводимой в Японии 30 мая 2018 года, Дзюнъити Масуда подтвердил, что игры выйдут во втором полугодии 2019 года для Switch. Тогда Исихара уверял, что эти игры не будут содержать элементы из Pokémon Go и  Let's Go, Pikachu! и Let's Go, Eevee! и будут демонстрировать заметно улучшенную графику.
Игра была представлена на презентации Nintendo Direct 27 февраля 2019 года, демонстрируя внутриигровой мир и стартового покемона. Презентация совпала с так называемым «Днём Покемонов» — неформальным днём празднования покемонов среди фанатов, приуроченным к дню выхода Pokémon Red и Blue. На следующей презентации, проводимой 5 июня 2019 года были раскрыты несколько новых игровых механик, персонажей и покемонов, включая Зациана и Замазенты, присутствующих на обложке двух версий игры. В этот день была объявлена и дата выхода игры — 15 ноября 2019 года. Game Freak намеренно не показывала всех покемонов из игры в рекламных материалах, разогревая любопытство у игроков.
В период с 8 по 11 ноября Nintendo демонстрировала рекламный кроссовер Sword и Shield и Tetris 99, в рамках которого игрок в Tetris 99 мог использовать тему, связанную с покемонами. Также в интернете было доступно веб-приложение, позволяющее зрителю исследовать дикую местность из Sword и Shield. Онлайн-турнир, посвящённый покемонам проводился в игре Super Smash Bros. Ultimate  с 15 по 18 ноября. Немного позже, в 22 по 27 ноября в рамках другого события, игрок в мог собирать покемонов, как «духов» — аналог персонажей-компаньонов в Super Smash. 

### Дополнения
В рамках мероприятия Pokémon Direct 9 ноября 2020 года было объявлено о предстоящем выходе платных дополнений для Sword и Shield, которые были выпущены в течение 2020 года. Первое дополнение The Isle of Armor вышло 17 июня 2020 года, а второе, The Crown Tundra — 22 октября 2020 года. 6 ноября 2020 года был выпущен физический сборник, включающий оба дополнения и одну из базовых версий игры. В дополнениях было представлены новые легендарные покемоны, например Кубфу и его дополнительные формы в The Isle of Armor и Калирекс в The Crown Tundra. Также дополнения вводили новые региональные подвиды для существующих покемонов, например для Слоупока. Всего два дополнения вводили 200 дополнительных покемонов, раннее появляющихся в предыдущих играх серии, но которых не было в базовой версии Sword и Shield. Игровые пространства, представленные в The Isle of Armor были созданы по образу острова Мэн, а пространства в The Crown Tundra вдохновлены Шотландией.

## Споры
Решение не включать в Sword и Shield всех ранее существовавших покемонов вызвало массовые споры среди фанатов франшизы, этот скандал получил название «Dexit», сочетая слова «Покедекс» и «Брексит», последнее слово использовалось в том числе из-за того, что игровой мир тематически связан с Великобританией. Противники решения использовали в социальных сетях хэштег «#BringBackNationalDex». Фанаты обвиняли создателей Sword и Shield в предательстве своим же давно сформировавшимся принципам сохранять в новых играх всех раннее появлявшихся покемонов, и образном отказе от слогана «gotta catch 'em all» («поймать их всех»). Протестующие призывали бойкотировать игру, пока в неё не добавят полный список покемонов. Также часть фанатов ругала игру за предполагаемое отсутствие других улучшений в игровом процессе и графике. В интервью Famitsu Сигэру Омори заверял, что все модели покемонов создавались с нуля.
Скандалы комментировали и игровые журналисты. Например, Алекс Дональдсон с сайта VG247 заметил, что постоянное добавление большего количества материала делало удаление старого лишь вопросом времени. Это обнажило и давно упускаемые из виду недостатки в геймдизайне игр Pokemon. Гита Джексон с сайта Kotaku назвала негативную реакцию конфликтом между желанием предаваться ностальгии и получать всё более сложный и разнообразный игровой контент. Джо Меррик с сайта Serebii назвал этот конфликт самым громким с времён проблемного релиза Pokémon Bank в 2013 году.
Масуда впервые отреагировал на критику через две недели после завязки скандала, выразив признательность за «страсть», проявленную фанатами серии. Он утверждал, что исключение некоторых покемонов было трудным решением, и обещал, что они будут возвращены в будущих играх серии. Майкл МакВертор с сайта Polygon заметил, что хотя в своём заявлении Масуда и признал недовольство фанатов, он не придавал этому особого значения.
После выпуска игры фанаты, поддерживавшие «Dexit», обрушились на игру с массовой критикой по поводу её графики, сюжета и персонажей. Новая волна критики поднялась после того, как дата-майнеры обнаружили, что некоторые модели в игре были прямо взяты из приквелов для 3DS, что противоречило утверждениям разработчиков. Это привело к ревью-бомбингу игры на Metacritic, а хештег #GameFreakLied стал в этот момент одним из самых популярных в Твиттере. Дальнейшие споры провоцировали и анонсы выпусков платных дополнений, поскольку противники утверждали, что материал из дополнений должен был быть включён бесплатно в базовую версию игры.

## Критика
| Сводный рейтинг    | Сводный рейтинг                                |
| Агрегатор          | Оценка                                         |
| ------------------ | ---------------------------------------------- |
| GameRankings       | - 83,50 % - 82,73 % (Sword) - 83,50 % (Shield) |
| Metacritic         | 80/100                                         |
| Иноязычные издания |                                                |
| Издание            | Оценка                                         |
| Destructoid        | 7/10                                           |
| EGM                | [ 63 ]                                         |
| Famitsu            | 38/40                                          |
| Game Informer      | 8,75/10                                        |
| GameSpot           | 9/10                                           |
| GamesRadar+        | [ 67 ]                                         |
| IGN                | 9.3/10                                         |
| Nintendo Life      | [ 69 ]                                         |
| VG247              | [ 70 ]                                         |

Игровые критики в целом похвалили игру, средняя оценка на агрегаторе Metacritic составляет 80 баллов из 100 возможных. Рецензенты оценили новые игровые механики, в частности усиление Dynamaxing и оптимизацию сражений, но раскритиковали игру за неполный список покемонов и не до конца реализованный потенциал возможностей игры.
Брайян Ши с сайта Game Informer похвалил новую механику Dynamax, назвав её визуально захватывающей, но при этом появляющейся не слишком часто. Критик заметил, что эта механика в целом не нарушает баланс сражений, так как используется ограниченно: в битве в спортзале и иных исключительных ситуациях. Кейси ДеФрейтас с сайта IGN также похвалил игру за её увлекательный игровой процесс, который не утомляет игрока многотонными действиями, тем не менее критик ругал катсцены и неполный список покемонов. Журналист от GameSpot также похвалил игру за интуитивно понятный интерфейс и свободу действий, назвав Sword и Shield самой сбалансированной игрой, из которой исключили наиболее спорные моменты в игровом процессе из предыдущих игр серии. Критик выразил восхищение по поводу представленных локаций, вдохновлённых Великобританией, тем не менее указал на слишком быстро возрастающую кривую сложности игры, заметив, что в начале игрок будет без проблем проходить миссии, но в какой-то момент выполнение заданий становится почти невыполнимым без помощи других игроков.
Крисс Тапселл с сайта Eurogamer в целом раскритиковал игру, указав на недостаток содержания в сравнении с предыдущими играми серии. Он заметил, что сама игра выглядела многообещающе, с интересными новыми покемонами, обилием доработок в игровом дизайне для старых фанатов франшизы и первым по-настоящему открытым миром. Однако эти инновации слишком дорого обошлись, и ценой тому стали все остальные аспекты игры, типичные для серии: они были или упрощены, или же вовсе исключены, в том числе критик упоминал отсутствие некоторых старых покемонов. Джеймс Греби и Том Филип с сайта GQ также похвалили дикую местность, увидев в механике ловли диких покемонов отсылку к Pokémon Go, однако заметили, что игра чувствовалась не только блестящей, но и скучной из-за предсказуемости игрового процесса.

## Продажи
В Японии за первые три дня после выхода было распродано два миллиона копий Sword и Shield, обогнав по скорости продаж Super Smash Bros. Ultimate, ставшей в своё время самой быстро продаваемой игрой для Nintendo Switch в Японии. В США также за первую неделю после выхода было продано более двух миллионов копий, а по всему миру по состоянию на 21 ноября 2019 года было продано боле шести миллионов копий игры, также побив рекорд Smash Bros. по скоростям продаж для Nintendo Switch. По состоянию на сентябрь 2021 года по всему миру было продано 22.64 миллионов копий игры.

## Награды
| Год  | Награда                          | Категория                                                    | Итог      | Ссылки |
| ---- | -------------------------------- | ------------------------------------------------------------ | --------- | ------ |
| 2019 | Game Critics Awards              | Лучшая ролевая игра                                          | Номинация | [ 77 ] |
| 2019 | Game Critics Awards              | Лучшая семейная игра                                         | Номинация | [ 77 ] |
| 2019 | Gamescom                         | Лучшая ролевая игра                                          | Номинация | [ 78 ] |
| 2019 | Gamescom                         | Лучшая игра для Nintendo Switch                              | Номинация | [ 78 ] |
| 2019 | Titanium Awards                  | Лучшая семейная игра                                         | Номинация | [ 79 ] |
| 2020 | New York Game Awards             | Награда Central Park Children's Zoo, как лучшая детская игра | Номинация | [ 80 ] |
| 2020 | New York Game Awards             | Награда Tin Pan Alley Award за лучшую музыку в игре          | Номинация | [ 80 ] |
| 2020 | D.I.C.E. Awards                  | Ролевая игра года                                            | Номинация | [ 81 ] |
| 2020 | NAVGTR Awards                    | Игра, семейная франшиза                                      | Номинация | [ 82 ] |
| 2020 | SXSW Gaming Awards               | Ведущая игра года                                            | Победа    | [ 83 ] |
| 2020 | Famitsu Dengeki Game Awards 2019 | Игра года                                                    | Победа    | [ 84 ] |
| 2020 | Famitsu Dengeki Game Awards 2019 | Лучшая RPG                                                   | Победа    | [ 84 ] |